# Gouvernement Massoud Pezechkian
 (août 2025).
Si vous disposez d'ouvrages ou d'articles de référence ou si vous connaissez des sites web de qualité traitant du thème abordé ici, merci de compléter l'article en donnant les références utiles à sa vérifiabilité et en les liant à la section « Notes et références ».
Pour un article plus général, voir Gouvernement d'Iran.
14e cabinet de la république islamique d'Iran
Gouvernement Ebrahim Raïssi 
Le gouvernement Massoud Pezechkian est le 14e gouvernement de la république islamique d'Iran depuis le 28 juillet 2024, dirigé par Massoud Pezechkian, qui devient président après une élection anticipée déclenchée par la mort accidentelle d'Ebrahim Raïssi.

## Composition du gouvernement

### Cabinet
| Fonction                                                                | Nom                           | Début           | Fin |
| ----------------------------------------------------------------------- | ----------------------------- | --------------- | --- |
| Président                                                               | Massoud Pezechkian            | 28 juillet 2024 |     |
| « Ministres »                                                           |                               |                 |     |
| Ministre des Affaires étrangères (fa)                                   | Abbas Araghtchi               | 21 août 2024    |     |
| Ministre de la Communication et des Technologies de l'Information (fa)  | Sattar Hashemi (fa)           | 21 août 2024    |     |
| Ministre de la Coopération, du Travail et de la Protection Sociale (fa) | Ahmed Midari (fa)             | 21 août 2024    |     |
| Ministre de la Culture et de l'Orientation islamique (fa)               | Abbas Salehi (fa)             | 21 août 2024    |     |
| Ministre de la Défense, du Soutien et des Forces armées (fa)            | Aziz Nasirzadeh               | 21 août 2024    |     |
| Ministre de l'Économie et des Finances (fa)                             | Abdolnaser Hemmati            | 21 août 2024    |     |
| Ministre de l'Éducation (fa)                                            | Alireza Kazemi (fa)           | 21 août 2024    |     |
| Ministre de l'Énergie (fa)                                              | Abbas Aliabadi (fa)           | 21 août 2024    |     |
| Ministre de l'Intérieur (fa)                                            | Eskandar Momeni               | 21 août 2024    |     |
| Ministre du Jihad Agricole (fa)                                         | Gholamreza Nouri (fa)         | 21 août 2024    |     |
| Ministre de la Justice (fa)                                             | Amin Hossein Rahimi (fa)      | 21 août 2024    |     |
| Ministre du Patrimoine culturel, du Tourisme et de l'Artisanat (fa)     | Reza Salehi Amiri (fa)        | 21 août 2024    |     |
| Ministre du Pétrole (fa)                                                | Mohsen Paknejad (fa)          | 21 août 2024    |     |
| Ministre des Routes et du Développement Urbain (fa)                     | Farzaneh Sadegh               | 21 août 2024    |     |
| Ministre de la Santé, du Traitement et de l'Éducation médicale (fa)     | Mohammad Reza Zafarkandi (fa) | 21 août 2024    |     |
| Ministre de l'Industrie, des Mines et du Commerce (fa)                  | Mohammad Atabek (fa)          | 21 août 2024    |     |
| Ministre de la Science, de la Recherche et de la Technologie (fa)       | Hossein Simai (fa)            | 21 août 2024    |     |
| Ministre des Sports (fa)                                                | Ahmed Dunyamali (fa)          | 21 août 2024    |     |
| « Vice-présidents »                                                     |                               |                 |     |
| Premier vice-président (fa)                                             | Mohammad-Reza Aref            | 28 juillet 2024 |     |
| Vice-présidente chargée des Affaires féminines et familiales            | Zahra Behrouz Azar (fa)       | 10 août 2024    |     |

## Galerie du gouvernement

### Président
| Portrait          | Fonction  | Nom | Nom               | Parti       |
| ----------------- | --------- | --- | ----------------- | ----------- |
| Masoud Pezeshkian | Président |     | Masoud Pezeshkian | Indépendant |

### Vice-président
| Portrait                      | Fonction                                                                | Nom | Nom                           | Parti       |
| ----------------------------- | ----------------------------------------------------------------------- | --- | ----------------------------- | ----------- |
| Mohammad-Reza Aref            | Premier vice-président                                                  |     | Mohammad-Reza Aref            | Indépendant |
| Mohammad-Reza Aref            | Vice-président aux Affaires Stratégiques et aux Affaires Parlementaires |     | Mohsen Esmaeili               | Indépendant |
| Mohammad Ja'far Ghae'em Panah | Vice-président aux Affaires exécutives                                  |     | Mohammad Ja'far Ghae'em Panah |             |
| Mohammad Ja'far Ghae'em Panah | Vice-président aux Plan et au Budget                                    |     | Hamid Pourmohammadi           | Indépendant |